# Acanthodoris brunnea
Acanthodoris brunnea is een slakkensoort uit de familie van de sterslakken (Onchidorididae). De wetenschappelijke naam van de soort werd voor het eerst geldig gepubliceerd in 1905 door Frank Mace MacFarland.

## Beschrijving
De zeenaaktslak Acanthodoris brunnea heeft een bruine mantel met witte en zwarte vlekken. Het grootste deel van de mantel is bedekt met semi-transparante grijze papillen. Het dier voedt zich met mosdiertjes en ze worden ongeveer 20 mm lang. Er wordt beschreven dat A. brunnea bij hantering de geur van cederhout afgeef.

## Verspreiding
Deze soort is beschreven vanuit de Baai van Monterey, Californië. Er is melding gemaakt dat deze soort voorkomt van Vancouvereiland, Brits-Columbia tot de Baai van Santa Monica in het zuiden.